# 1685 w literaturze
Wydarzenia literackie w 1685 roku.

## Nowe poezje
- polskie

## Urodzili się
- John Gay, angielski dramaturg

## Zmarli
- Gerard Brandt, holenderski dramaturg i poeta